# Cochleoceps
Cochleoceps – rodzaj ryb z rodziny grotnikowatych (Gobiesocidae).

## Klasyfikacja
Gatunki zaliczane do tego rodzaju:
- Cochleoceps bassensis
- Cochleoceps bicolor
- Cochleoceps orientalis
- Cochleoceps spatula
- Cochleoceps viridis